# Sylvie Swinkels
Sylvie Swinkels (Veghel, 31 juli 2000) is een wielrenster en veldrijdster uit Nederland. Na drie jaar bij Parkhotel Valkenburg, reed ze in 2022 en 2023 voor de Noorse wielerploeg Coop-Hitec Products. Vanaf 2024 komt ze uit voor de ploeg Roland.
Op de Nederlandse kampioenschappen veldrijden 2018 werd Swinkels tweede bij de junioren.

## Privé
Sylvie Swinkels is de jongere zus van wielrenster Karlijn Swinkels.

## Resultaten in voornaamste wedstrijden
|      | \| Jaar \| Milaan-San Remo \| Gent-Wevelgem \| Parijs-Roubaix \| Amstel Gold Race \| Luik-Bast.‑Luik \| Omloop van het Hageland \| Le Samyn \| Classic Brugge-De Panne \| \| ---- \| --------------- \| ------------- \| -------------- \| ---------------- \| --------------- \| ----------------------- \| -------- \| ----------------------- \| \| 2019 \| \| \| \| \| \| opgave \| 94e \| 109e \| \| 2020 \| \| \| \| \| \| opgave \| \| \| \| 2021 \| \| \| \| \| \| \| opgave \| \| \| 2022 \| \| \| \| 111e \| \| 76e \| 43e \| 23e \| \| 2023 \| \| \| \| opgave \| \| 42e \| 65e \| opgave \| \| 2024 \| \| opgave \| buit.tijd \| \| \| \| \| 35e \| \| 2025 \| 84e \| opgave \| \| \| 94e \| \| \| 75e \| |               |                |                  |                 |                         |          |                         |
| Jaar | Milaan-San Remo | Gent-Wevelgem | Parijs-Roubaix | Amstel Gold Race | Luik-Bast.‑Luik | Omloop van het Hageland | Le Samyn | Classic Brugge-De Panne |
| 2019 | |               |                |                  |                 | opgave                  | 94e      | 109e                    |
| 2020 | |               |                |                  |                 | opgave                  |          |                         |
| 2021 | |               |                |                  |                 |                         | opgave   |                         |
| 2022 | |               |                | 111e             |                 | 76e                     | 43e      | 23e                     |
| 2023 | |               |                | opgave           |                 | 42e                     | 65e      | opgave                  |
| 2024 | | opgave        | buit.tijd      |                  |                 |                         |          | 35e                     |
| 2025 | 84e | opgave        |                |                  | 94e             |                         |          | 75e                     |

## Ploegen
- 2019 –  Parkhotel Valkenburg
- 2020 –  Parkhotel Valkenburg
- 2021 –  Parkhotel Valkenburg
- 2022 –  Coop-Hitec Products
- 2023 –  Coop-Hitec Products
- 2024 –  Roland
- 2025 –  Roland Le Dévoluy[a]

Adegeest · De Boer · Buysman · Duyck · De Gast · Knetemann · F.Markus · Nagengast · Raaijmakers · De Ruiter · Swinkels · Uiterwijk Winkel · Van der Meer · Van Veen · Vollering · De Vuyst · Wiebes
De Boer · Van der Burg · Buysman · Duyck · De Gast · Van der Hulst · Kasper · Koster · Markus · Nagengast · Nilsson · Raaijmakers · K. Swinkels · S. Swinkels · Van Veen · Vollering · Wiebes
Van Bokhoven · Bos · Bredewold · Buysman · De Gast · Gerritse · Van Haaften · Van der Hulst · Limpens · Markus · Neylan · Nooijen · Raaijmakers · Van Rooijen · Swinkels
Andersson · Boogaard · Dale · Feldmann · Gåskjenn · Iversen · Jørgensen · Mohr · Nelson · Olsen · Riffel · Roberts · Soland · Steigenga · Swinkels · Tveit · Ytterhus Haugset
Boogaard · Dale · Danford · Grangier · Iversen · Jonker · Jounier (vanaf 18/4) · Jørgensen · Lind (vanaf 1/4) · Mohr · Nelson · Rissveds (vanaf 1/6) · Roberts · Soland (tot 28/2) · Swinkels · Tveit · Ytterhus Haugset
Christofórou · Coles-Lyster · Collinelli · Dronova-Balabolina · Eklund · Grinczer · Hartmann · Kiesenhofer · Nguyễn · Pirrone · Swinkels · Vettorello
Christofórou · Coston · Dronova-Balabolina · Giuliani · Griffin · Pirrone · Ruffilli · Rysz · Stiasny · Swinkels · Vettorello